# Бэнкс, Тайра
Та́йра Линн Бэ́нкс (англ. Tyra Lynne Banks; род. 4 декабря 1973, Инглвуд, Калифорния, США) — американская супермодель, актриса
, певица, продюсер и телеведущая.
Известность Тайра получила, работая моделью в Париже, Милане, Лондоне, Токио и Нью-Йорке, но её коммерческим прорывом было появление на телевидении. Тайра создала реалити-шоу «Топ-модель по-американски», также совместно с Эштоном Кутчером была ведущей шоу True Beauty, и у неё было собственное ток-шоу «Шоу Тайры Бэнкс».
В 2009 году была удостоена специальной премии от организации GLAAD за то, что неоднократно поднимала проблемы ЛГБТ-сообщества в своих передачах и шоу.

## Ранние годы
Тайра Бэнкс родилась в Инглвуде, Калифорния, США, в семье менеджера моды и фотографа НАСА Кэролайн Бэнкс (сейчас Лондон) и компьютерного консультанта Дональда Бэнкса. Родители Тайры развелись в 1980 году, когда ей было 6 лет. Однако отношения между её родителями и между ней и её братом Девином Бэнксом (родившимся в 1968 году) остались дружескими.
Тайра училась в John Burroughs Middle School и окончила в 1991 году Immaculate Heart High School в Лос-Анджелесе. Она была принята в Университет Южной Калифорнии и Калифорнийский университет, но отказалась, чтобы сосредоточиться на карьере модели
В одном из выпусков шоу «Топ-модель по-американски» Бэнкс обсудила результаты своего генеалогического ДНК-теста, сделанного компанией Ancetry.com. Тест показал, у Бэнкс 79 % предков — африканцы, 14 % — британцы, 6 % — коренные американцы и 1 % — финны.

## Карьера модели
Тайра попробовала себя в роли модели в 15 лет, снявшись для обложки журнала Seventeen Magazine. Позже, в 17 лет, она отправилась в Париж, где стала моделью для показов на подиуме. В первую же неделю пребывания в Париже Тайра произвела настоящий фурор на подиуме — сразу 25 дизайнеров предложили ей участвовать в своих показах. Это был самый успешный результат для новичка в модельном бизнесе.
Так Тайра Бэнкс стала работать на самые популярные бренды, такие как Anna Sui, Covergirl, Bill Blass, Chanel, Christian Dior, Dolce & Gabbana, Donna Karan, H&M, Michael Kors, Oscar de la Renta и т. д. Её лицо украшало обложки таких модных журналов, как Harper’s Bazaar, Vogue, Elle, Cosmopolitan.
Тайра стала первой темнокожей моделью, попавшей на обложку GQ и the Sports Illustrated Swimsuit Issue.
В 1997 году Тайра получила премию «Супермодель года» по версии музыкального канала VH1, в том же году она стала первой афроамериканкой, снявшейся для рекламы каталога Victoria’s Secret.
Карьеру модели Тайра решила оставить в 2005 году, чтобы сосредоточиться на телевидении.
В 2010 году Тайра повторно подписала контракт с модельным агентством IMG Models.

### Модные показы
За время работы моделью Тайра участвовала во многих показах — Alberta Ferretti, Anna Molinari, Dolce & Gabbana, Donna Karan, Ralph Lauren, Yves Saint Laurent.
- Ready to Wear — Autumn/Winter 1992 (Chanel)
- Ready to Wear — Spring/Summer 1993 (Fendi, Marina Spadafora, Oliver by Valentino)
- Ready to Wear — Autumn/Winter 1993 (Todd Oldham)
- Ready to Wear — Spring/Summer 1994 (Complice, Kenzo, Lolita Lempicka)
- Victoria’s Secret (1996—2003, 2005)

Последним показом был показ Victoria’s Secret в 2024 году.

## Телевидение
Тайра Бэнкс совместно с Эштоном Кутчером запустили в 2009 году реалити-шоу «Красота наизнанку» (англ. True Beauty) — о том, как красивые внешне люди могут некрасиво себя вести. Десять участников со всей Америки, которые могут похвастаться ослепительными внешними данными, будут бороться за право называться «Самым красивым человеком Америки». Победитель получит сто тысяч долларов, а его фотография окажется в журнале People в специальном выпуске «Самые красивые звёзды». Но для того, чтобы достигнуть заветного признания и получить денежный приз, участникам придётся пройти через ряд испытаний, где будет проверяться вовсе не их внешняя красота, а внутренняя. Премьера первого сезона шоу состоялась 5 января 2009 года.
Тайра также вела собственное ток-шоу «Шоу Тайры Бэнкс», которое выходило с 12 сентября 2005 по 28 мая 2010 года. Формат шоу пересекался с форматом «Шоу Опры Уинфри». В 2008 году Тайра получила премию Daytime Emmy Award за это шоу.
Но настоящий успех Тайре принесло шоу «Топ-модель по-американски» (англ. America’s Next Top Model), где знаменитая модель выступила в роли ведущей, судьи и продюсера.
В конце января 2008 года телесеть CW дала Бэнкс зелёный свет для нового реалити-шоу Stylista, основанного на обзорах модных журналов. Премьера программы состоялась 22 октября 2008 года.
В 2017 году у Тайры было очень много проектов на телевидении. Она вернулась в состав жюри, созданного ею шоу под названием «Топ-модель по-американски», присоединилась к не менее известному проекту «В Америке есть таланты», а также подтвердила своё участие в продолжении фильма «Идеальная игрушка». Но фильм решили преобразовать в целый сериал от канала Freeform.

## Книги
В 1998 году Тайра Бэнкс написала книгу Tyra’s Beauty, Inside and Out, целью которой было помочь женщинам почувствовать свою естественную красоту.
Она также написала книгу Modelland. Планируется выпустить три книги этой серии.

## Личная жизнь
В 2013—2017 годы Тайра состояла в фактическом браке с фотографом Эриком Асла. У бывшей пары есть сын — Йорк Бэнкс Асла (род. 27.01.2016), рождённый суррогатной матерью.
Тайра всегда отрицала, что увеличивала грудь. В своём шоу она прилюдно прошла проверку у пластического хирурга с помощью сонограммы.

## Фильмография
| Год       |    | Русское название           | Оригинальное название       | Роль              |
| --------- | -- | -------------------------- | --------------------------- | ----------------- |
| 1993      | с  | Принц из Беверли-Хиллз     | The Fresh Prince of Bel-Air | Джекки Эймс       |
| 1995      | ф  | Высшее образование         | Higher Learning             | Дея               |
| 1997      | с  | Полицейский под прикрытием | New York Undercover         | Наташа Клейборн   |
| 1999      | ф  | К чёрту любовь             | Love Stinks                 | Холли Гарнетт     |
| 1999      | с  | Журнал мод                 | Just Shoot Me!              | играет себя       |
| 1999      | с  | Хьюли                      | The Hughleys                | Николь            |
| 2000      | ф  | Любовь и баскетбол         | Love & Basketball           | Кайра Кислер      |
| 2000      | тф | Идеальная игрушка          | Life-Size                   | Ева               |
| 2000      | с  | Mad TV                     | MADtv                       | Катиша            |
| 2000      | ф  | Бар «Гадкий койот»         | Coyote Ugly                 | Зои               |
| 2000      | с  | Фелисити                   | Felicity                    | Джейн Скотт       |
| 2001      | с  | Пища для души              | Soul Food                   | Нина Джозеф       |
| 2002      | ф  | Хэллоуин: Воскрешение      | Halloween: Resurrection     | Нора Уинстон      |
| 2002      | мф | Восемь безумных ночей      | Eight Crazy Nights          | Victoria’s Secret |
| 2004      | с  | Каждый из нас              | All of Us                   | Рони              |
| 2004      | с  | Американские мечты         | American Dreams             | Кэролин           |
| 2007      | ф  | Мистер Вудкок              | Mr. Woodcock                | играет себя       |
| 2008      | ф  | Солдаты неудачи            | Tropic Thunder              | играет себя       |
| 2009      | ф  | Ханна Монтана: Кино        | Hannah Montana: The Movie   | играет себя       |
| 2009      | с  | Сплетница                  | Gossip Girl                 | Урсула Найквист   |
| 2012—2013 | с  | Танцевальная лихорадка     | Shake It Up                 | миссис Бёрк       |
| 2013      | с  | Хор                        | Glee                        | Бишет             |
| 2016      | с  | Черноватый                 | Black-ish                   | Джиджи Франклин   |
| 2018      | тф | Идеальная игрушка 2        | Life-Size 2                 | Ева               |
| 2021      | с  | Белая ворона               | Insecure                    | мэр Инглвуда      |

## Награды
- People Magazine: 50 Most Beautiful (1994)
- People Magazine: 50 Most Beautiful (1996)
- Michael Award: Supermodel of the Year (1997)
- People Magazine: 10 Best Dressed List (1998)
- Black Men Magazine: 10 Sexiest Wоmen of the Year (2000)
- People Magazine: The Most Beautiful Afro-American Woman in the World